# George Wallace
Ne pas confondre avec l'homme politique norvégien Georg Wallace (1804-1890) et l'acteur George Wallace (1952-).
Pour les articles homonymes, voir George Wallace (homonymie) et Wallace.
George Corley Wallace Jr., dit George Wallace, né le 25 août 1919 à Clio (Alabama) et mort le 13 septembre 1998 à Montgomery (Alabama), est un homme politique américain.
Engagé dans l'US Army Air Force pendant la Seconde Guerre mondiale, il participe notamment aux campagnes de bombardements contre l'empire du Japon, puis est démobilisé. En 1946, il est élu député à la Chambre des représentants de l'Alabama. Diplômé en droit de l'université de l'Alabama, il soutient dans un premier temps des positions modérées, favorables à la déségrégation.
Battu à la primaire du Parti démocrate pour l'élection du gouverneur de l'Alabama en 1958, il change radicalement son positionnement politique. Élu gouverneur en 1962, il intervient lors de deux évènements majeurs du mouvement des droits civiques : l'attentat de l'église baptiste noire de Birmingham et les Marches civiques de 1965. Il prône alors la ségrégation raciale et s'oppose, parfois violemment, à la déségrégation progressive du Sud.
Lors de l'élection présidentielle de 1964, il échoue aux primaires du Parti démocrate contre le président sortant, Lyndon B. Johnson. Candidat à l'élection présidentielle de 1968 sous l'étiquette d'un jeune parti d'extrême droite, l'American Independent Party, avec le général LeMay pour la vice-présidence, il obtient un score inhabituellement élevé pour un candidat arrivé en troisième position (dix millions de voix et 46 grands électeurs).
Retourné au Parti démocrate et candidat à l'élection présidentielle de 1972, il est victime d'une tentative d'assassinat lors d’un rassemblement public dans le Maryland dont il sort partiellement paralysé. Durant son troisième mandat de gouverneur, il se repent de ses positions ségrégationnistes et intègre la communauté des Nouvelles naissances (« Born Again Christian »). Après avoir été élu pour un dernier mandat en 1982, il favorise l'intégration des Afro-Américains dans l'administration.
Il quitte la vie politique active en 1987 et adopte des positions conservatrices, plus proches de celles du Parti républicain mais sans pour autant adhérer à ce parti.

## Biographie

### Éléments personnels
George Wallace est né le 25 août 1919 dans le petit village de Clio, dans le comté de Barbour au sud-est de l'Alabama,,. Ses parents étaient fermiers,. Il fut le premier des quatre enfants du couple, et fut appelé George C. au lieu de George Jr., ses parents n'aimant pas beaucoup cette dénomination. Pendant la Première Guerre mondiale, son père arrête ses études pour devenir fermier. Sa mère elle, fut abandonnée par sa propre mère assez jeune.

Dès l'âge de dix ans, il se passionne pour la politique. En 1938, il aide son grand-père dans sa campagne pour devenir juge testamentaire. Dans le même temps, il s'inscrit à l'université de l'Alabama pour faire des études de droit, tout en étant un honnête boxeur amateur,,. Diplômé en 1942, il s'engage dans l'US Army Air Force comme pilote et mécanicien. L'année suivante, il se marie une première fois avec Lurleen. Il participe un temps aux campagnes de bombardements contre l'empire du Japon, notamment à la campagne des îles Mariannes, avant d'être envoyé en arrière garde à cause de problèmes de santé. Il est démobilisé peu de temps après la capitulation du Japon avec une pension d'incapacité de 10 % à cause de « crise d'anxiété, d'agitation, de perte de poids »,. Wallace n'aimant pas beaucoup parler de cet épisode, répétait souvent : 
«  J'ai au moins un papier du gouvernement prouvant que je suis normal à 90 %. Tous mes adversaires ne peuvent pas en dire autant.  »

### Premiers pas en politique
En 1935, Wallace se fait élire comme huissier au Sénat de l'Alabama. Il prédit à cette occasion qu'il sera un jour gouverneur de l'État.
En mai 1946, Wallace est élu député à la Chambre des représentants de l'Alabama. Il est également nommé assistant du Procureur général de l'Alabama (en). Plutôt modéré sur les questions raciales, il refuse de suivre certains des délégués du Parti démocrate, dit Dixiecrats, lors de la Convention nationale démocrate (en) à Philadelphie en vue de l'élection présidentielle de 1948, malgré ses désaccords sur les droits civiques avec le président sortant Harry S. Truman. Néanmoins, le gouverneur de Caroline du Sud Strom Thurmond l'emporte dans quatre États du Sud profond, dont l'Alabama. 
En 1952, Wallace est élu juge dans le comté de Barbour,. Son passé de boxeur lui vaut le surnom de « petit juge boxeur ». Il gagne une réputation d'homme travailleur et rigoureux, désireux de rendre au mieux la justice. Il s'oppose à l'interventionnisme du gouvernement fédéral, dénonçant « l'ingérence de Washington », notamment sur les questions concernant la déségrégation, surtout au sujet de l'arrêt de la Cour suprême Brown v. Board of Education du 17 mai 1954,. À plusieurs reprises, il fait des déclarations s'opposant au Ku Klux Klan. Six ans plus tard, il se présente aux primaires du Parti démocrate pour l'élection du gouverneur de l'Alabama, avec le soutien de la NAACP, association favorable à la déségrégation. Il est battu par le Procureur général de l'État (en) John Malcolm Patterson, qui a le soutien du Ku Klux Klan. Révulsé par sa défaite, il change radicalement son positionnement politique. Il déclare notamment : « Jamais plus on ne me fera passer pour un ami des nègres (I will never be outniggered again),. »
En 1962, il se présente de nouveau aux primaires du Parti démocrate pour l'élection du gouverneur de l'Alabama. Désigné candidat au second tour, il est élu de manière écrasante, sans opposition du Parti républicain, face à un candidat indépendant, avec 96,3 % des voix.

### Premier mandat de gouverneur (1963-1967)

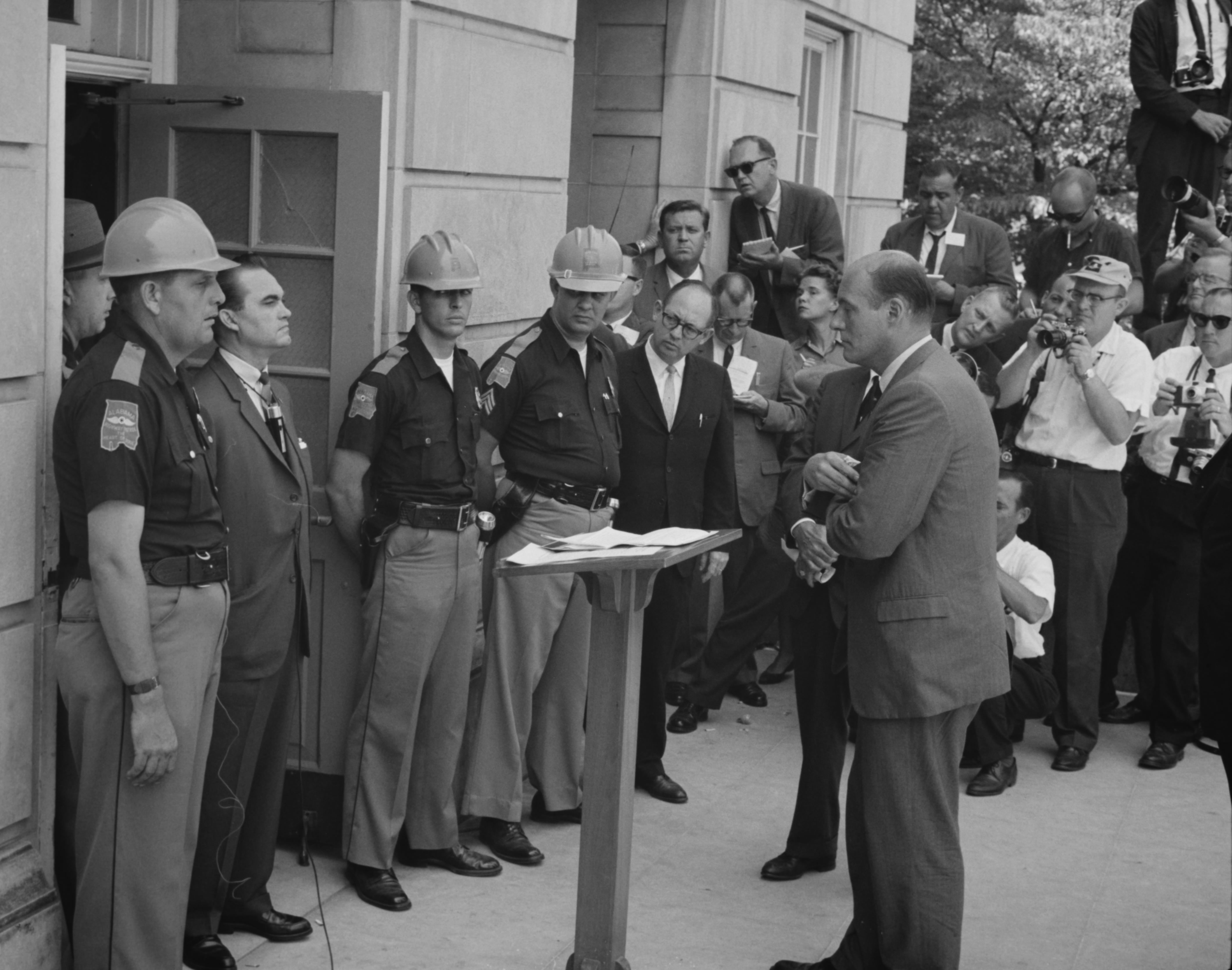
George Wallace tentant de s'interposer, devant l'entrée de l'université de l'Alabama, face aux deux étudiants Afro-Américains, Vivian Malone Jones et, escortés par la Garde nationale.

Le 14 janvier 1963, il prête serment comme 45e gouverneur de l'Alabama, là même où Jefferson Davis avait prêté serment comme président des États confédérés d'Amérique le 18 février 1861. Dans son discours d'investiture, il fait l'éloge de la ségrégation raciale, déclarant notamment : 

« Levons-nous à l'appel de ce sang épris de liberté qui coule en nos veines, et lançons notre réponse à la tyrannie qui fait résonner ses chaînes sur le Sud. Au nom du plus grand peuple qui ait jamais foulé cette terre, je trace une ligne dans le sable et je jette mon gant au pied de la tyrannie. Et je dis : ségrégation aujourd'hui ! ségrégation demain ! ségrégation toujours ! »

Cette citation fut écrite en partie par Asa Earl Carter, membre influent du Ku Klux Klan, connu dans l'Alabama pour plusieurs lynchages contre des Afro-Américains, notamment le chanteur Nat King Cole. Dans le même discours, il s'excusa de ne pas avoir soutenu Strom Thurmond lors de l'élection présidentielle de 1948.
Le 11 juin 1963, George Wallace s'opposa physiquement à l'entrée de deux étudiants Afro-Américains, Vivian Malone Jones et James Hood (en), à l'université de l'Alabama. Les deux étudiants furent alors escortés par la Garde nationale, fédéralisée par John Fitzgerald Kennedy pour empêcher des débordements,. Trois mois plus tard, le 15 septembre, à 10 heures 23, un attentat visa l'église baptiste de la 16e rue à Birmingham, perpétré par des membres du Ku Klux Klan, tuant quatre jeunes filles afro-américaines et blessant seize personnes,,,. Un attentat semblable s'était produit cinq ans plus tôt dans une autre église de la ville, l'église baptiste Béthel. Martin Luther King accusa directement George Wallace d'être à l'origine de l'attentat, notamment d'être responsable de la mort des quatre jeunes filles. Quelques jours avant l'attentat, il avait été débouté de sa demande de refus d'intégration de quatre enfants afro-américains dans différentes écoles publiques. Les auteurs de l'attentat ne seront arrêtés qu'en 1965 et jugés en 1977 puis en 2001 et 2002,. L'un des auteurs de l'attentat mourut avant d'être jugé, en 1994,. L'enquête, bâclée par le FBI sur ordre personnel de J. Edgar Hoover qui détestait Martin Luther King, ne fut rouverte qu'en 1997 par le procureur et futur sénateur fédéral Doug Jones,. Au moins 10 Afro-Américains trouvèrent la mort durant le premier mandat de Wallace.
Il annonce sa candidature aux primaires du Parti démocrate pour l'élection présidentielle de 1964 peu avant l'assassinat du président Kennedy. Malgré plusieurs victoires dans le Wisconsin, le Maryland et l'Indiana, il perd les primaires face à Lyndon B. Johnson. Il fait ensuite partie des opposants à l'adoption du Civil Rights Act de 1964 par le Congrès, qui abolit la ségrégation raciale dans les écoles et les bâtiments publics,. Il parvient, grâce à une manœuvre procédurière, à empêcher Lyndon B. Johnson d'être candidat dans l'Alabama lors de l'Election Day.

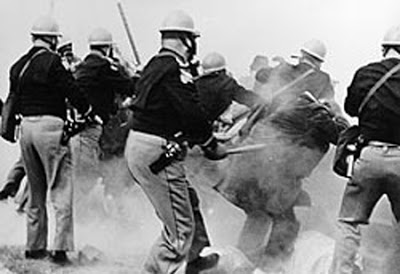
Repression policière lors de la première marche à Selma, le 7 mars 1965.

En mars 1965, il fait réprimer violemment les marches de Selma à Montgomery, ce qui favorisera indirectement l'adoption du Voting Rights Act quelques mois plus tard,. Au départ de ces marches, le refus du shérif Jim Clark du comté de Dallas de laisser des Afro-Américains s'inscrire sur les listes électorales. En 1964, seuls 13,7 % des Afro-Américains d'Alabama étaient inscrits sur les listes électorales. Le souvenir des meurtres de la Freedom Summer dans le Mississippi le 21 juin 1964 étant encore dans les esprits, Martin Luther King voulait que ce refus du shérif soit connu dans tous les États-Unis. Le 7 mars, la première marche partit de Selma, la principale ville du comté de Dallas, dans le but d'atteindre le Capitole de l'Alabama à Montgomery. Cependant, la marche fut repoussée par la police ainsi que par des suprémacistes blancs qui brandissaient des drapeaux confédérés. Deux semaines plus tard, après une deuxième marche plus symbolique, une dernière marche partit de Selma avec 3 200 manifestants. Elle arriva à Montgomery avec 25 000 marcheurs tandis que la Garde nationale les protégeaient des actions de la police locale. Le Voting Rights Act, qui sera adopté le 6 août 1965, favorisa l'inscription des Afro-Américains sur les listes électorales, car le gouvernement fédéral pouvait vérifier la bonne volonté des États et faire inscrire par lui-même, via des inspecteurs fédéraux, les Afro-Américains,. En 1968, 53 % des Afro-Américains furent inscrits sur les listes électorales en Alabama.
Il ne peut se représenter en 1966, limité par la constitution de l'État, et soutient son épouse Lurleen, qui remporte l'élection,,.

### Campagne présidentielle de 1968

Collège électoral de l'élection présidentielle de 1968.

Le 8 février 1968, il annonce sa candidature comme candidat tiers parti à l'élection présidentielle,. L'objectif de Wallace n'est pas tant de remporter l'élection que d'empêcher le Parti démocrate ou le Parti républicain d'obtenir la majorité absolue du collège électoral et d'aller devant la Chambre des représentants pour déterminer le vainqueur, ce qui n'est pas arrivé depuis 1824,.
Le 7 mai, son épouse Lurleen meurt d'un cancer,.
Jouant le rôle du « troisième homme » lors de l'élection présidentielle, il obtient des intentions de vote élevées dans les sondages, avec parfois plus de 20 % d'intentions de vote dans certains d'entre eux. Il n'hésite pas à déclarer qu'il tentera de monnayer ses potentiels grands électeurs si aucun des deux candidats majeurs n'obtient la majorité absolue du collège électoral,. Il obtient assez facilement le soutien des gouverneurs du Sud profond. Durant toute la campagne, il n'hésite pas à utiliser une rhétorique mêlant démagogie et populisme,,. Les thèmes qu'il défend durant sa campagne ont un certain écho jusque dans les États de la Rust Belt,. Il se fait remarquer en défendant bec et ongle la ségrégation raciale à la télévision. Il a beaucoup de mal à gérer son colistier, l'ancien général de l'U.S. Air Force Curtis LeMay. Le 24 octobre, son meeting au Madison Square Garden de New York est émaillé de violences.
Il obtient 9 901 118 voix (13,53 % des suffrages exprimés du vote populaire) et 46 grands électeurs, tous issus du Sud profond,,,,.

### Deuxième et troisième mandats de gouverneur (1971-1979)

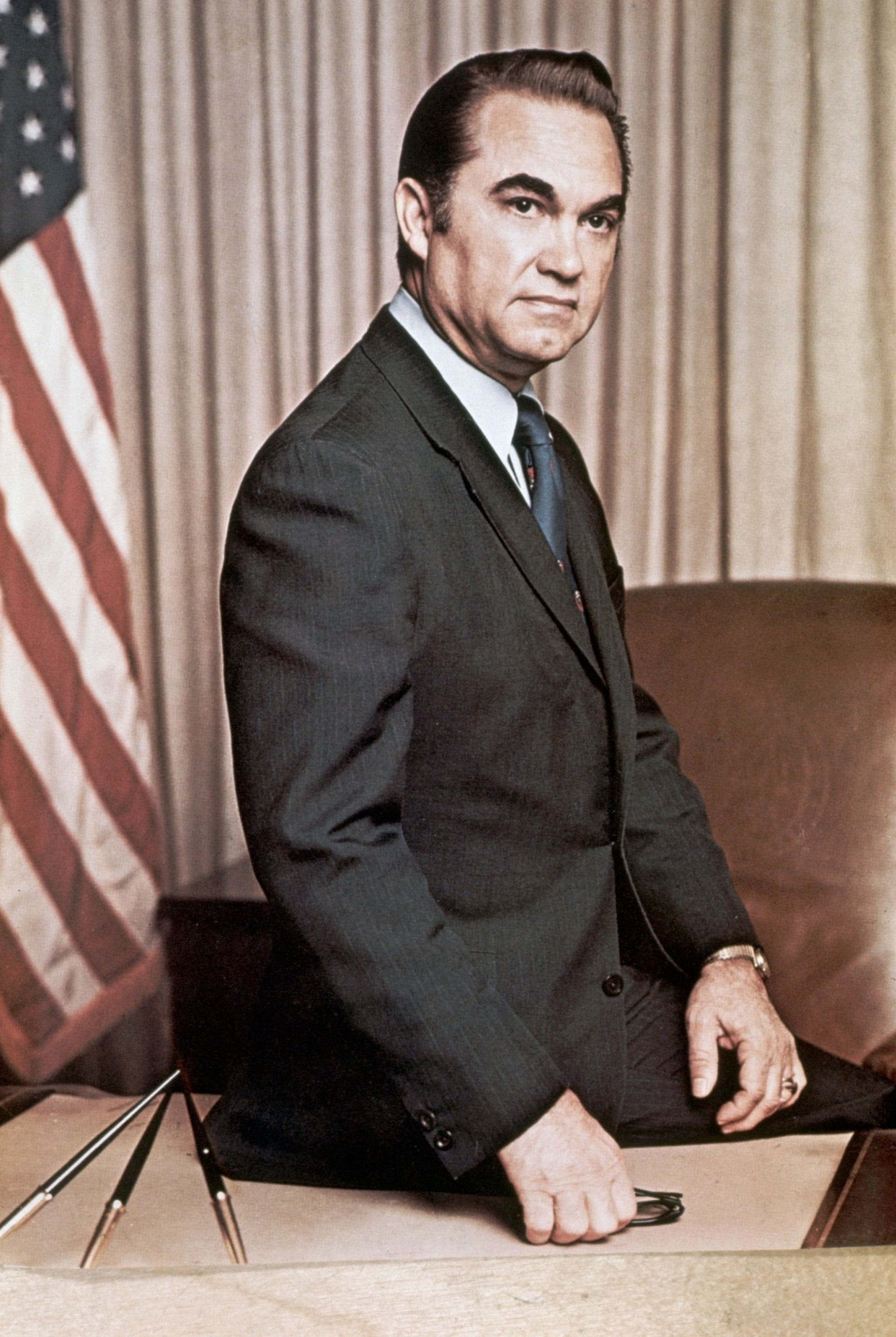
Portrait officiel du Gouverneur de l'Alabama George Wallace en 1970.

En 1970, il fut réélu au cours d'une campagne où sa défense de la ségrégation raciale atteignit des sommets, notamment dans ses attaques contre son principal concurrent John L. Cashin Jr. (en). Richard Nixon avait tellement peur de la popularité de Wallace qu'il n'hésita pas à donner 400 000 dollars à son adversaire.
Avec plusieurs gouverneurs du Sud profond, il s'opposa à la volonté du Congrès d'instaurer le busing, c'est-à-dire de permettre aux enfants Afro-Américains de se rendre à l'école dans les mêmes transports scolaires que les enfants blancs,. Même le sénateur John Sparkman, qui était plus modéré dans sa défense de la ségrégation raciale, avait peur de s'opposer publiquement à Wallace sur ces questions.
Le 13 janvier 1972, il déclare sa candidature aux primaires du Parti démocrate pour l'élection présidentielle de 1972. Le 15 mai, il est victime d'une tentative d'assassinat lors d'un meeting à Laurel dans le Maryland ; il est atteint de cinq balles par un jeune déséquilibré en quête de notoriété, Arthur Bremer,. Il reçoit de nombreux télégrammes de la part de dirigeants, notamment de l'ancien président Lyndon B. Johnson, du gouverneur de Californie Ronald Reagan ou même du pape Paul VI. Après l'accident, devenu hémiplégique il est contraint de se déplacer en fauteuil roulant jusqu'à la fin de sa vie. Il s'exprime avec émotion et difficulté lors de la Convention nationale démocrate à Miami. Le 31 juillet, il se retire des primaires sur l'insistance des médecins malgré ses victoires surprises en Floride, dans le Maryland et le Michigan.
En novembre 1975, il annonce une nouvelle fois sa candidature aux primaires du Parti démocrate. Cependant, sa santé déclinante l'empêche de mener campagne efficacement malgré une équipe de campagne organisée comme jamais auparavant. Il obtient plusieurs succès dans le Sud profond, mais ils furent insuffisants pour lui assurer la victoire. Il soutient finalement Jimmy Carter pour l'élection présidentielle de 1976,.
À partir de 1977, il commence à expliquer que c'est plus par « philosophie politique » que par racisme qu'il a mené sa carrière politique.

### Dernier mandat de gouverneur (1983-1987)
Il est élu en 1982 avec l'aide d'une coalition formée des Afro-Américains, des syndicats et des soutiens de l'école publique,. Il s'excuse publiquement de ses positions ségrégationnistes au cours de son dernier mandat.
Le 2 avril 1986, il annonce qu'il ne se représente pas pour un cinquième mandat de gouverneur. La même année, il forme un comité pour organiser les festivités du premier Martin Luther King Day.

### Dernières années et mort
George Wallace vota pour George H. W. Bush lors de l'élection présidentielle de 1992 et pour Bob Dole pour celle de 1996, critiquant les politiques « libérales » de Bill Clinton, pourtant issu du Sud profond comme lui. En 1997, il fut interrogé lors de la sortie du film documentaire de Spike Lee 4 Little Girls consacré à l'attentat de l'église baptiste de la 16e rue. Il déclara au cours de l'entretien avoir été choqué par l'attentat, confiant qu'à l'époque, son meilleur ami était noir.
Il meurt le 13 septembre 1998 à 21 heures 49, des suites d'une septicémie, conséquence de sa paralysie mais également à cause de problèmes respiratoires et de la maladie de Parkinson qu'il avait contractée quelques années auparavant,. Ces éléments provoquèrent un arrêt cardiaque, entraînant son décès.

## Héritage

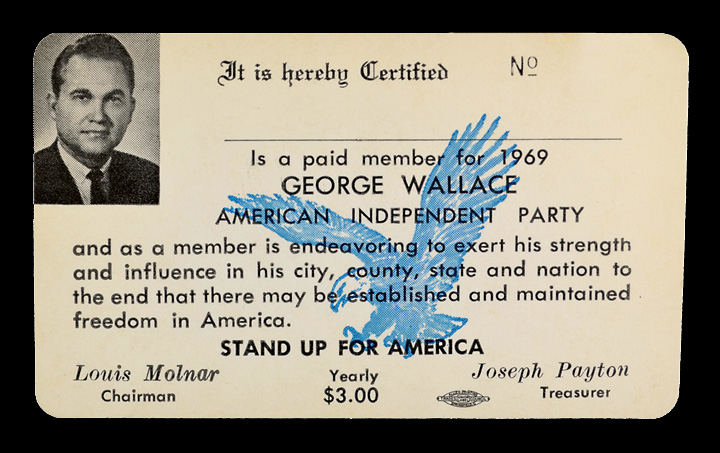
Carte de membre de l'American Independent Party de Wallace, datée de 1969.

George Wallace est souvent considéré comme le premier candidat populiste aux États-Unis. Certains historiens inscrivent son action politique dans la lignée de la « Révolution conservatrice ». Il fut le premier homme politique du Sud profond à être candidat à une élection présidentielle depuis Strom Thurmond en 1948, et son succès en 1968 contribua à l'émergence d'autres candidatures issues du Sud profond, notamment celles de Jimmy Carter ou de Bill Clinton. 
D'une certaine manière, Richard Nixon fut le premier à reprendre une partie de sa rhétorique dans une campagne électorale, déjà en 1968, tandis que Donald Trump adopta tous les codes d'une candidature populiste,.
Il fut le gouverneur de l'Alabama ayant le plus longtemps dirigé cet État.

## Dans la culture populaire
Le rôle de George Wallace a été interprété à l'écran par :
- Gary Sinise dans le téléfilm intitulé George Wallace (1997) ;
- Tim Roth dans le film Selma (2014).